# Lautaro (vulcão)
O vulcão Lautaro é um vulcão no Chile. A sua última erupção data de 1979. Fica na parte norte do campo de gelo do sul da Patagónia. O seu cume excede os 1000m acima da altitude média da superfície do campo de gelo. É um pico ultraproeminente e a mais alta montanha do Parque Nacional Bernardo O'Higgins e na sua proximidade fica o glaciar Pio XI. Em 1952 o vulcão recebeu o seu nome em homenagem a Lautaro, líder Mapuche que combateu as forças espanholas de Pedro de Valdivia.
A primeira sobida ao Lautaro foi feita por Peter Skvarca e Luciano Pera, em 29 de janeiro de 1964. Escalaram pela aresta sudeste.